# Glória (Estremoz)
Glória é uma freguesia portuguesa do município de Estremoz, com 72,87 km² de área e 452 habitantes (censo de 2021). A sua densidade populacional é 6,2 hab./km².
Também chamada de Nossa Senhora da Glória, aparece referenciada pela primeira vez em 1534.

## Demografia
Nota: Nos anos de 1911 a 1930 tinha anexada a freguesia de São Bento do Ameixial.
A população registada nos censos foi:
| Distribuição da População por Grupos Etários | Distribuição da População por Grupos Etários | Distribuição da População por Grupos Etários | Distribuição da População por Grupos Etários | Distribuição da População por Grupos Etários |
| -------------------------------------------- | -------------------------------------------- | -------------------------------------------- | -------------------------------------------- | -------------------------------------------- |
| Ano                                          | 0-14 Anos                                    | 15-24 Anos                                   | 25-64 Anos                                   | > 65 Anos                                    |
| 2001                                         | 87                                           | 81                                           | 311                                          | 137                                          |
| 2011                                         | 53                                           | 58                                           | 258                                          | 163                                          |
| 2021                                         | 34                                           | 32                                           | 240                                          | 146                                          |

## Ordenação Heráldica
- Brasão: Escudo de ouro, pelourinho de negro entre cruz da Ordem de Avis, à dextra e fonte heráldica de azul e prata, à sinistra. Coroa mural de prata de três torres. Listel branco, com a legenda a negro: «GLÓRIA - ESTREMOZ».
- Selo: Nos termos da lei, com a legenda: "Junta de Freguesia de Glória - Estremoz".
- Bandeira: De azul, cordões e borlas de ouro e azul. Haste e lança de ouro.

## Actividades económicas
Agricultura, vitivinicultura, pecuária, exploração de cortiça e madeira e comércio.

## Património
- Igreja Matriz de Glória
- Igreja Nossa Senhora das Relíquias
- Convento de Santo Antão
- Pelourinho do Canal
- Capela de São Gens
- Azenhas
- Antas, nomeadamente a Anta da Herdade das Entre Águas